# Premiership Rugby Sevens Series 2010
Die Premiership Rugby Sevens Series 2010 (aus Sponsoringgründen auch als J.P Morgan Asset Management Premiership Rugby 7s Series 2010 bezeichnet) waren die erste Ausgabe der Premiership Rugby Sevens Series und fanden zwischen dem 16. Juli und dem 6. August statt. Im Finale gewannen die Saracens 17:5 gegen die Newcastle Falcons.

## Vorrunde

### Gruppe A
Die Spiele fanden alle im Twickenham Stoop statt.
| Platz | Team         | Siege | Unent. | Ndlg. | Ergeb. | Diff. | Bonuspunkte | Punkte |
| ----- | ------------ | ----- | ------ | ----- | ------ | ----- | ----------- | ------ |
| 1.    | Saracens     | 3     | 0      | 0     | 69:15  | +54   | 1           | 13     |
| 2.    | Harlequins   | 1     | 0      | 2     | 30:38  | −8    | 2           | 6      |
| 3.    | London Wasps | 1     | 0      | 2     | 41:46  | −5    | 1           | 5      |
| 4.    | London Irish | 1     | 0      | 2     | 24:65  | −41   | 0           | 4      |

| 16. Juli 19:30 | Harlequins | 15 : 5 | London Wasps |  |
| 16. Juli 19:30 |            |        |              |  |

| 16. Juli 19:55 | Saracens | 29 : 0 | London Irish |  |
| 16. Juli 19:55 |          |        |              |  |

| 16. Juli 20:25 | Harlequins | 5 : 21 | Saracens |  |
| 16. Juli 20:25 |            |        |          |  |

| 16. Juli 20:50 | London Wasps | 26 : 12 | London Irish |  |
| 16. Juli 20:50 |              |         |              |  |

| 16. Juli 21:20 | Harlequins | 10 : 12 | London Irish |  |
| 16. Juli 21:20 |            |         |              |  |

| 16. Juli 21:45 | Saracens | 19 : 10 | London Wasps |  |
| 16. Juli 21:45 |          |         |              |  |

### Gruppe B
Die Spiele fanden alle im Welford Road Stadium statt.
| Platz | Team              | Siege | Unent. | Ndlg. | Ergeb. | Diff. | Bonuspunkte | Punkte |
| ----- | ----------------- | ----- | ------ | ----- | ------ | ----- | ----------- | ------ |
| 1.    | Newcastle Falcons | 3     | 0      | 0     | 53:31  | +22   | 0           | 12     |
| 2.    | Sale Sharks       | 2     | 0      | 1     | 78:36  | +52   | 3           | 11     |
| 3.    | Leeds Carnegie    | 1     | 0      | 2     | 52:74  | −22   | 2           | 6      |
| 4.    | Leicester Tigers  | 0     | 0      | 3     | 43:85  | −42   | 2           | 2      |

| 23. Juli 19:30 | Sale Sharks | 33 : 7 | Leeds Carnegie |  |
| 23. Juli 19:30 |             |        |                |  |

| 23. Juli 19:55 | Leicester Tigers | 7 : 19 | Newcastle Falcons |  |
| 23. Juli 19:55 |                  |        |                   |  |

| 23. Juli 20:25 | Newcastle Falcons | 19 : 12 | Sale Sharks |  |
| 23. Juli 20:25 |                   |         |             |  |

| 23. Juli 20:50 | Leicester Tigers | 26 : 33 | Leeds Carnegie |  |
| 23. Juli 20:50 |                  |         |                |  |

| 23. Juli 21:20 | Leicester Tigers | 10 : 33 | Sale Sharks |  |
| 23. Juli 21:20 |                  |         |             |  |

| 23. Juli 21:45 | Newcastle Falcons | 15 : 12 | Leeds Carnegie |  |
| 23. Juli 21:45 |                   |         |                |  |

### Gruppe C
Die Spiele fanden alle im Franklin’s Gardens statt.
| Platz | Team               | Siege | Unent. | Ndlg. | Ergeb. | Diff. | Bonuspunkte | Punkte |
| ----- | ------------------ | ----- | ------ | ----- | ------ | ----- | ----------- | ------ |
| 1.    | Northampton Saints | 3     | 0      | 0     | 53:29  | +24   | 0           | 12     |
| 2.    | Exeter Chiefs      | 2     | 0      | 1     | 53:36  | +17   | 2           | 10     |
| 3.    | Gloucester Rugby   | 1     | 0      | 2     | 73:34  | +39   | 3           | 7      |
| 4.    | Bath Rugby         | 0     | 0      | 3     | 12:92  | −80   | 0           | 0      |

| 30. Juli 19:30 | Northampton Saints | 17 : 12 | Gloucester Rugby |  |
| 30. Juli 19:30 |                    |         |                  |  |

| 30. Juli 19:55 | Exeter Chiefs | 26 : 5 | Bath Rugby |  |
| 30. Juli 19:55 |               |        |            |  |

| 30. Juli 20:25 | Exeter Chiefs | 17 : 14 | Gloucester Rugby |  |
| 30. Juli 20:25 |               |         |                  |  |

| 30. Juli 20:50 | Northampton Saints | 19 : 7 | Bath Rugby |  |
| 30. Juli 20:50 |                    |        |            |  |

| 30. Juli 21:20 | Gloucester Rugby | 47 : 0 | Bath Rugby |  |
| 30. Juli 21:20 |                  |        |            |  |

| 30. Juli 21:45 | Northampton Saints | 17 : 10 | Exeter Chiefs |  |
| 30. Juli 21:45 |                    |         |               |  |

## Finalrunde
Alle Spiele der Finalrunde fanden im Recreation Ground statt.

### Gruppe A
| Platz | Team               | Siege | Unent. | Ndlg. | Ergeb. | Diff. | Bonuspunkte | Punkte |
| ----- | ------------------ | ----- | ------ | ----- | ------ | ----- | ----------- | ------ |
| 1.    | Saracens           | 2     | 0      | 0     | 41:15  | +26   | 1           | 9      |
| 2.    | Northampton Saints | 1     | 0      | 1     | 32:34  | −2    | 2           | 6      |
| 3.    | Sale Sharks        | 0     | 0      | 2     | 22:46  | −24   | 1           | 1      |

| 6. August 19:00 | Saracens | 24 : 5 | Sale Sharks |  |
| 6. August 19:00 |          |        |             |  |

| 6. August 19:50 | Northampton Saints | 22 : 17 | Sale Sharks |  |
| 6. August 19:50 |                    |         |             |  |

| 6. August 20:40 | Saracens | 17 : 10 | Northampton Saints |  |
| 6. August 20:40 |          |         |                    |  |

### Gruppe B
| Platz | Team              | Siege | Unent. | Ndlg. | Ergeb. | Diff. | Bonuspunkte | Punkte |
| ----- | ----------------- | ----- | ------ | ----- | ------ | ----- | ----------- | ------ |
| 1.    | Newcastle Falcons | 1     | 1      | 0     | 36:29  | +7    | 1           | 7      |
| 2.    | Harlequins        | 1     | 0      | 1     | 36:31  | +5    | 1           | 5      |
| 3.    | Exeter Chiefs     | 0     | 1      | 1     | 15:27  | −12   | 0           | 2      |

| 6. August 19:25 | Newcastle Falcons | 26 : 19 | Harlequins |  |
| 6. August 19:25 |                   |         |            |  |

| 6. August 20:15 | Newcastle Falcons | 10 : 10 | Exeter Chiefs |  |
| 6. August 20:15 |                   |         |               |  |

| 6. August 21:05 | Harlequins | 17 : 5 | Exeter Chiefs |  |
| 6. August 21:05 |            |        |               |  |

### Finale
| 6. August 21:40 | Saracens | 17 : 5 | Newcastle Falcons |  |
| 6. August 21:40 |          |        |                   |  |